# Azarki-Dworyszcze
Azarki-Dworyszcze (biał. Азаркі-Дворышча; ros. Азарки-Дворище) – wieś na Białorusi, w obwodzie mińskim, w rejonie miadzielskim, w sielsowiecie Miadzioł.

## Historia
W czasach zaborów wieś w granicach Imperium Rosyjskiego.
W dwudziestoleciu międzywojennym wieś leżała w Polsce, w województwie wileńskim, w powiecie duniłowickim (od 1926 postawskim), w gminie Miadzioł.
Według Powszechnego Spisu Ludności z 1921 roku zamieszkiwało tu 138 osób, 3 były wyznania rzymskokatolickiego, 134 prawosławnego a 1 ewangelickiego. Jednocześnie 1 mieszkaniec zadeklarował polską a 138 białoruską przynależność narodową. Były tu 22 budynki mieszkalne. W 1931 w 26 domach zamieszkiwało 137 osób.
Wierni należeli do parafii rzymskokatolickiej i prawosławnej w Miadziole. Miejscowość podlegała pod Sąd Grodzki w Miadziole i Okręgowy w Wilnie; właściwy urząd pocztowy mieścił się w Miadziole.
W 1938 roku miejscowość należała do gromady Azaraki gminy Miadzioł.
Po agresji ZSRR na Polskę w 1939 roku wieś znalazła się w granicach BSRR. W latach 1941–1944 była pod okupacją niemiecką. Następnie leżała w BSRR. Od 1991 roku w Republice Białorusi.